# 龔芝怡
龔芝怡（1988年9月21日—），新加坡女歌手、詞曲作家和音樂製作人。代表作品包括《幸福不難》、《明知我愛你》及為房祖名寫並合唱的R&B歌曲《最好的我》。2013年，她已自己成立的制作公司「GoodGirlMusic」，為新傳媒8頻道重頭劇《志在四方》作曲作詞，演唱與製作主題曲《幸福不難》。歌曲播出後廣受歡迎，並讓她的創作與實力在各大頒獎典禮上獲得肯定，在《第十八屆新加坡金曲獎》、《全球流行音乐金榜》及《紅星大獎2014》頒獎典禮上共榮獲4個獎項。

## 經歷
芝怡未出道，已在新加坡各 live house表演，也從事幕後工作。2010年，她發行了首張創作專輯《55:38:7》。在芝怡的創作與唱腔里能聽出西洋流⾏⾳樂的影響，同時也融⼊了東方的旋律美感。這兩種元素在作品和演藝方式裡不見衝突，反而變成她獨特的風格。專輯主打歌，《明知我爱你》（由芝怡作曲作詞）是新传媒電視劇「紅白喜事」插曲），在新加坡一发行便廣受欢迎，立刻登上了新加坡和馬來西亞各大音樂排行榜。

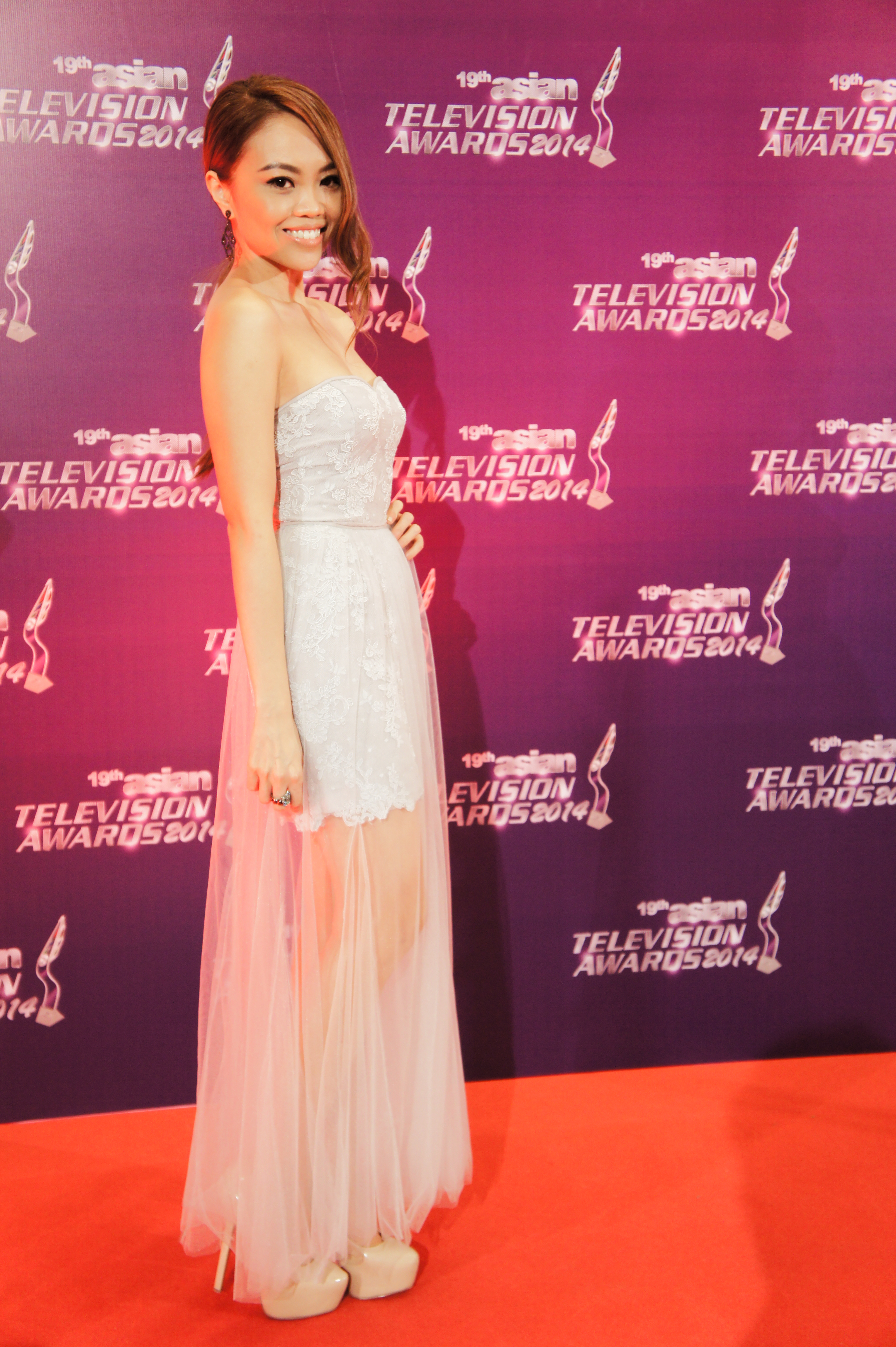
龚芝怡入围2014年亚洲电视大奖 最佳主题曲，入围作品是由她为新传媒8频道重头剧《志在四方》作曲作词，演唱以及制作的主题曲《幸福不难》。

也因為這樣，《55:38:7》在2010年在新加坡推出時，芝怡同時囊括了新加坡最重要的音樂頒獎典禮，新加坡金曲獎《最受歡迎新人獎》以及得奬著包括 严爵 和 Magic Power 魔幻力量的《優秀新人獎》兩項大獎。

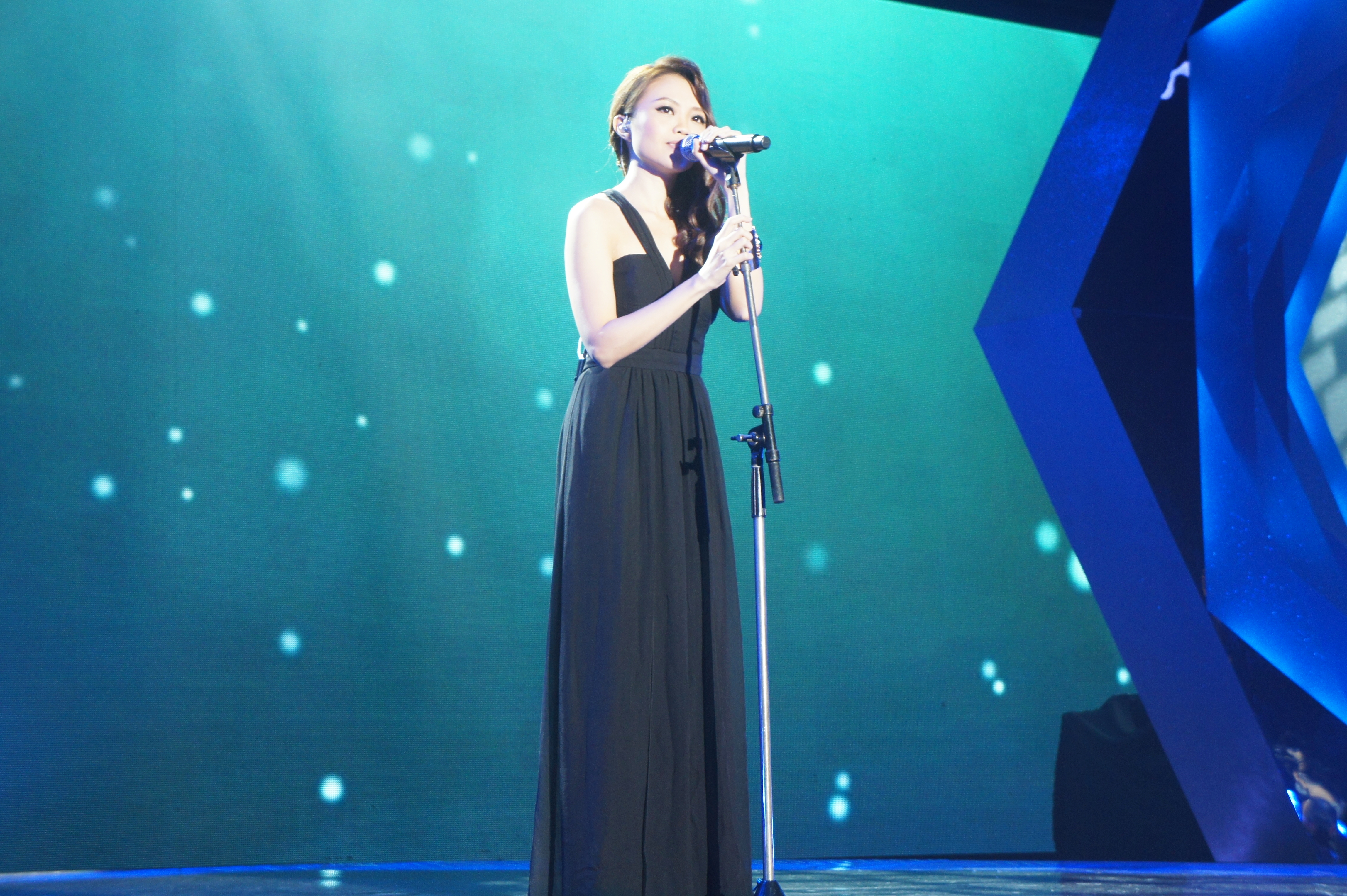
龚芝怡在第18届新加坡金曲奖颁奖典礼上演唱作品《幸福不难》，当晚也凭这首歌获得《MeRadio下载率最高金曲》.

2012年，芝怡受邀担任新加坡濱海藝術中心《华藝節2012, 好in::樂》系列其中一位表演嘉宾，举办了第一场个人售票演出。音乐会十分成功，座无虚席。《华藝節2012, 好in::樂》邀請的其他两位艺人包括来自台湾的创作歌手魏如萱以及雷光夏。同时，她也在3月發行了台灣版專輯《聲 . 體 . 輿言》，到台灣宣傳，在台北、台南、高雄舉行了一系列livehouse演出。
2013/2014年，她成立了自己的制作公司 GoodGirlMusic，她為新傳媒私人有限公司8頻道《志在四方》寫，演唱以及製作了主題曲《幸福不難》。《志在四方》是為了配合新传媒电视50 （页面存档备份，存于）而製作的重头剧，主要演员包括郑惠玉、歐萱、戚玉武、瑞恩等。《志在四方》在2013年夺下了8频道年度收视亚军，主題曲《幸福不难》在電視劇「志在四方」播出後广受歡迎，在數碼頻台發行后，登上了 iTunes （新加坡）十大流行歌曲排行榜。电视剧的片尾曲则是由Tanya蔡健雅作曲的《十万毫升泪水》。芝怡为这部电视剧量身定做主题曲，也首次担任制作人。
《志在四方》是新传媒配合电视50周年的重头剧，主要演员包括郑惠玉、陈莉萍、瑞恩、欧萱、戚玉武和陈汉玮，也在2014年红星大奖获得了最佳电视剧、最佳女主角和最佳男女配角四大奖项。
芝怡也凭這首歌，榮獲了四大獎項，包括；新加坡 新加坡紅星大獎《最佳主題曲》; 第十八屆新加坡金曲獎 《MeRadio 下載率最高金曲－女歌手獎》。她也在第4屆全球流行音樂金榜 UFM1003《年度各電台點播冠軍》以及《年度電各台推崇大獎》。之前在全球流行音樂金榜 獲得UFM1003《年度電各台推崇大獎》歌手包括新加坡創作歌手：林俊杰、蔡健雅等歌手。

### 音樂
| 發行年 | 專輯名稱          |                                            |
| ------ | ----------------- | ------------------------------------------ |
| 2013   | 《幸福不难》 單曲 | 數碼發行華納國際音樂股份有限公司（新加坡） |
| 2012   | 聲 . 體 . 輿言    | 發行：華納國際音樂股份有限公司             |
| 2010   | 55:38:7           | 滾石唱片(新加坡) 有限公司                  |

## 得獎紀錄
| 年份 | 颁奖典礼              | 奖项                                                | 專輯／ 單曲                         | 成绩 | Ref   |
| ---- | --------------------- | --------------------------------------------------- | ----------------------------------- | ---- | ----- |
| 2014 | 新加坡红星大奖        | 最佳主题曲 新傳媒8頻道重頭劇主題曲                  | 《幸福不难》                        | 獲獎 | [ 1 ] |
| 2014 | 第4届全球流行音乐金榜 | 年度各电台推崇大奖(UFM1003)                         | Serene Koong 龚芝怡                 | 獲獎 | [ 2 ] |
| 2014 | 第4届全球流行音乐金榜 | 年度各电台点播冠军(UFM1003)                         | 《幸福不难》                        | 獲獎 | [ 2 ] |
| 2013 | 第十八届新加坡金曲奖  | MeRadio 下载率最高金曲 - 女歌手                     | 《幸福不难》                        | 獲獎 | [ 3 ] |
| 2013 | 第十八届新加坡金曲奖  | 最佳本地作曲                                        | 《幸福不难》                        | 提名 | [ 4 ] |
| 2013 | 第十八届新加坡金曲奖  | 最佳本地作词                                        | 《幸福不难》                        | 提名 | [ 4 ] |
| 2011 | FreshMusic Awards     | 最佳本地歌手奖                                      | (專輯:55:38:7)                      | 獲獎 | [ 5 ] |
| 2011 | 新加坡 e乐大赏        | Best Lyrics 最佳作詞                                | 《平行線》                          | 提名 |       |
| 2011 | 新加坡红星大奖        | 最佳主题曲                                          | 《在我左右》                        | 提名 | [ 6 ] |
| 2010 | 第16屆新加坡金曲奖    | 最受歡迎新人奖                                      | Serene Koong 龚芝怡                 | 獲獎 | [ 7 ] |
| 2010 | 第16屆新加坡金曲奖    | 優秀新人獎 (共和 Yen-J 严爵 & Magic Power一起得獎 ) | Serene Koong 龚芝怡 (專輯:55:38:7)  | 獲獎 | [ 7 ] |
| 2010 | 第16屆新加坡金曲奖    | 最佳本地作曲                                        | 《明知我爱你》 (词/曲/演唱：龚芝怡) | 提名 | [ 8 ] |
| 2010 | 第16屆新加坡金曲奖    | 最佳本地歌手                                        | Serene Koong 龚芝怡 (專輯:55:38:7)  | 提名 | [ 8 ] |

### 廣告
- F&N汽水(2010，2011， 2012年)

### 合作參與
- 2010年房祖名《亂》專輯， 作曲以及合唱《最好的我》
- 2010年伍家輝作曲以及合唱《LaLa》F&N 汽水廣告歌，以及合拍廣告
- 2012年新加坡旅遊局舉辦的新加坡魚尾獅40週年慶祝活動主題曲《Inspiring Journey》－ 主唱
- 2014年新加坡妝術大遊行 ，壓軸主題曲《网织同心》－ 主唱

## 外部連結
- 龔芝怡個人Facebook （页面存档备份，存于）
- 龔芝怡個人網站 （页面存档备份，存于）